# Hitman: Blood Money
A Hitman: Blood Money egy harmadik személyű lopakodós videójáték, amit az IO Interactive fejlesztett és az Eidos adott ki 2006-ban, a Hitman franchise negyedik részeként. A kritikusok jóra értékelték (kb. 8/10 pont, 80%), viszont kevesellték benne az újdonságot.
A történet szerint ügynökünk épp szokásos életét éli, amikor feltűnik egy másik bérgyilkos szervezet. Nyilván nem akarnak konkurenciát, ezért szépen sorjában végzik ki az ICA-ügynökségben dolgozó társainkat. Mivel a 47-es a végére akar járni a dolognak, nyomban elutazik Amerikába, hogy rendbe tegye a dolgokat.
Ebben a részben is az ismert játékmenettel találkozunk, azonban sokkal több lehetőség lesz véghezvinni a feladatokat. Az előző részekhez hasonlóan a játék itt is minden egyes pálya után részletes értékelést ad a teljesítményünkről, és ennek függvényében kapjuk meg a fizetséget, amelyből fegyvereket, felszereléseket lehet vásárolni és fejleszteni. Zenéje továbbra is igényes, a játékhoz illő: a korábbiakhoz hasonlóan Jesper Kyd komponálja, és a Magyar Rádió Szimfonikus Zenekara adja elő.

## Műszaki jellemzők
A játék grafikája szemmel láthatóan rengeteget fejlődött az előző részek óta, sokkal nagyobb pályákat, sokkal részletesebben képes megjeleníteni a motor. Ezenfelül a mesterséges intelligencia is ráncfelvarráson esett át, így az őrök még okosabbak lettek.
A játék gépigénye:
- CPU: Pentium 4 1,5 GHz (Ajánlott: Pentium 4 2,4 GHz)
- RAM: 512 MB (Ajánlott: 1 GB)
- VGA: Dx9 kompatibilis Pixel shader 2.0-t támogató kártya (Ajánlott: Geforce 6800 vagy jobb, 256 MB)
- Hangkártya: DX kompatibilis
- Lemezterület: 5 GB szabad hely

## Fő tudnivalók
Bérgyilkosként a személyazonosság lelepleződésének elkerülése módfelett fontos – a munka lehetetlenné válik, ha lelepleződik a játékos.
A játékosnak lehetősége lesz „takarítani” maga után, amennyiben valami félresikerülne: pl. a biztonsági kamerák szalagjai eltüntethetők, vagy egyéb bizonyítékok – mint például a testek – elrejthetők különböző alkalmatosságokba, mint például fagyasztóládák, faládák, szeméttároló ládák és szennyestárolók – elkerülvén ezáltal az őrök riasztásait. Ezenfelül gondot kell fordítani az esetleges szemtanúktól való megszabadulásra is.
Amennyiben a játékos nem tesz meg minden óvintézkedést a személyazonossága lelepleződésének elkerülésére, akkor az ISMERTSÉGI szintje nőni fog. Az újságcikkek egyre több használható információt fognak tartalmazni az orgyilkosságokban betöltött szerepéről, kilétéről, és a leközölt fantomkép egyre inkább hasonlítani fog rá – ennek következtében az őrök és a civilek is egyre könnyebben felismerhetik. (Amint a korábbi képekből kiderült: jó esetben csak mutogatni fognak rá, rossz esetben pedig meg is támadják…)

## A történet
1. küldetés: 4 évvel ezelőtt egy Joseph Clarence nevű férfi egy hatalmas vidámparkot üzemeltetett Baltimore-ban. Ám egy este az óriáskerék meghibásodott, és a rajta ülő emberekkel összeomlott. A tragédiának 30 halottja volt. Most, néhány év elteltével egy apa, aki ebben a balesetben vesztette el fiát, felbéreli a főszereplőt, hogy végezzen a most már csak „Swing King” néven ismert Mr. Clarence-szel, akit immár egy állig felfegyverezett banda véd. Miközben a 47-es ügynök egyre közelebb jut célpontjához, Clarence egy „Scoopy” nevű barátjának könyörög, adjon neki pénzt, hogy a vidámpark újra a régi legyen. Miután a 47-es bejut Clarence irodájába, megmutatja neki a halott fiú fényképét, majd végez a férfival. Később ügynökünk a távozás előtt a csillárt lerobbantva végez Scoopyval és néhány emberével. Ezt követően az újságot olvasva egy albínó kinézetű férfinak megakad a szeme az újságcikken…
2. küldetés: Napjainkban… Jack Alexander házába egy Rick Henderson nevű újságíró állít be. Miután az őr átengedi, egy orvosi függöny mögül Mr. Alexandert helyezik tolószékébe. Elnézést kér a fiatal újságírótól, hogy idehívatta, de szerinte ami történni fog, az az évszázad szenzációja lesz, és megemlít egy bizonyos Fehér Házban történt konfliktust. Ezután megkéri Ricket, olvasson bele egy aktába. Ugyanis itt kezdődött minden… „2004. február 28.: a 47-es ügynök egy chilei dzsungelben, egy vízesés mellett fekvő, szőlészetnek álcázott drogüzemben találja magát, ahol két célpontja van: Don Fernando Delgado, a nyugdíjazott ezredes, aki egykor titkos ügynök volt, egyik ügyfele Rex Stanton, egy filmszínész; a másik célpont pedig Fernando fia, Manuel Delgado, aki szintén „anyagozik”. Mivel egy csapat vendég tartózkodik a szőlészetben, a 47-es egy kis rafináltsággal eljut Don Fernando szobájába, ahol az öreg éppen csellózik. Az ügynök végez Fernandóval, majd annak fiával is. A szőlészetet egy repülőgéppel hagyja el a 47-es.”
3. küldetés: Mivel Rick kételkedik benne, hogy a szőlészetes sztori lenne olyan nagy szenzáció, Alex előjön tolószékében, majd egy újabb aktát ad az újságírónak. Ekkor láthatjuk, hogy Alex arcának egyik fele mintha le lenne égve. A férfi azt állítja, hogy ezt az a bizonyos 47-es klón-ügynök tette, akit a legtöbben csak legendának tartanak. Rick belekezd az akta olvasásába… „2004. március 17.: a Garnier Operaházban kettős gyilkosság történt. A 47-es ugyanis cégétől, az ICA-tól azt a megbízást kapta, hogy végezzen Alvarado D’Alvade operaénekessel és annak legjobb barátjával, Richard Delahunt nagykövettel, a két személynek ugyanis nagy szerepe van a gyermekprostitúcióban. Mivel a nagykövet egy páholyból nézi barátja „kivégzését”, és ráadásul az egész épületben hemzsegnek az őt védő ügynökök, a 47-es cselekhez folyamodik. Ugyanis a jelenetben előforduló játék pisztolyt igazira cseréli – így Alvaradót tényleg kivégzik –, majd a barátjához odarohanó nagykövetre robbantja a csillárt, mindezt balesetnek tettetve…”
4. küldetés: Az akta befejeztével Alex elmondja az újságírónak, hogy ha a 47-est elfogják, a DNS-mintáiból egy tökéletes bérgyilkos-hadsereget lehetne készíteni. Hozzáteszi, hogy ezt nem lesz olyan könnyű megvalósítani, mert ahányszor a 47-es vagy annak cégének nyomára akartak bukkanni, az embereik meghaltak… 2004. március 31.: a 47-es egy templom gyóntatófülkéjébe ül, majd miután egy kódot kimondott, egy női hang szólal meg. Közli, hogy a cégnél egy áruló van, ám még nem tudják annak személyazonosságát. Ezt csak egyetlen ember tudja, ám az egy rehabilitációs klinikán tartózkodik, amit fegyveres rendőrök őriznek. Közli, hogy a pénzt már a 47-es számlájára utalták, majd két injekciót ad: az egyik tetszhalott állapotba teszi az embert, a másik pedig felkelti belőle… „A 47-es, miután bejut a klinikára, cseles úton bejut a magánzárka-részlegre, ahol azt a bizonyos Smith ügynököt tartják fogva. Smith elmondja a célpont azonosságát: Carmine Desalvo, a fegyvercsempész, ő is a klinikán tartózkodik. Miután a 47-es (hogy kijuttassa társát) tetszhalott állapotba helyezi Smitht, az a bizonyos nő rádión közli velünk: ennek a bandának még két tagja is a klinikán van: Rudy Menzana embercsempész és a több bűnnel is vádolt Lorenzo Lombardo. Miután a 47-es különböző módszerekkel végez a célpontokkal (súlyzóval megfojtja, megmérgezi az italt, megbabrálja a gázpalackot stb.), feléleszti a hullaházba átszállított Smith ügynököt, majd együtt hagyják el a klinikát.”
5. küldetés: Rick – ez után az akta után – hinni kezd a 47-es létezésében, majd Alex közli vele, hogy bizonyítani is tudja létezését, ugyanis megölték. Elmondja, hogy egy akciója után bukkantak a nyomára, amikor is rögzítette a biztonsági kamera. A beszélgetés után Alex magával hívja Ricket, hogy az saját szemével lássa a 47-es holttestét…
„Május 15.: a 47-es egy volt kubai gengszterfőnök, Vinnie Sinistra likvidálását és egy mikrofilm megszerzését kapta parancsba. Mivel Vinnie lánya születésnapját ünnepelte, a 47-es könnyen kijátszotta a Szövetségi Nyomozóirodások őrségét, majd likvidálta Vinnie-t. Mivel a mikrofilm Vinnie lányának nyakláncába volt elrejtve, a kopasz bérgyilkos kénytelen volt vele is végezni. A feladat elvégzése után elhagyta a kertvárost, ahol az akciót végezte…”
6. küldetés: Miközben Rick és Alex az autóhoz mennek, Alex elárulja, hogy a 47-es klónt egy Dr. Ortimer nevű tudós hozta létre. Egy alkalommal valaki betört Ortimer laborjába, és vele együtt a többi kutatót is megölte. Egy biztonsági kamera felvételén éppen a 47-es látszódott, amint eltöri Ortimer nyakát. Alex szerint a 47-es megszerezte saját „tervrajzát”, és létre akar hozni még néhány 47-eshez hasonló bérgyilkost. Eközben egy nőszemély egy injekciót tesz táskájába… „2004. október 25.: a 47-es egy kampányoló politikust, a texasi Jimmy Cilley-t kénytelen megvédeni, ellenfelei pedig Mark Purayah, Raymond Kulinski és Angelina Mason. Purayah egy hidegvérű albínó klón, aki sokkal erősebb egy átlagos férfinál. Két embere – Raymond és Angelina – pedig szerelmesek egymásba, ők is profi gyilkosok. Mivel az utcákon Cilley miatt nagy a tömeg, a 47-es Purayah egyik küldöncét követve tudja meg a tömegbe elvegyült gyilkosok helyét. Az utcán Cilley egy nagy, mozgó állványról köszönti rajongóit, akik hemzsegnek az utcán. A 47-es sorban öli meg a célpontokat, majd elveszi tőlük a rádiót, nehogy megsejtsék, valami baj van. Dolga végeztével egy lezárt utcán hagyja el a helyszínt.”
7. küldetés: Miközben az emeletről egyik testőre segíti le, Alex tovább folytatja: nem ért egyet az elnökkel, aki legalizálná a klónozást. Hozzáteszi, Cilley megmentése után sikerült végezni a 47-es egyik bűntársával, Mark Purayah-val, aki egy albínó, másodosztályú klón. Megemlíti a meggyilkolt Chad Bingham nevét is… „2004. december 24.: A 47-es új megbízást kap: Lorne De Havilland pornófilm-rendezőt, aki többnyire zsarolásokból él, és Bingham szenátor fiát, Chad Bingham-ot kell eltennie láb alól egy karácsonyi partin. Ezenkívül meg kell szereznie egy szalagot, amin Chad látható, amint hülyéskedés közben megöl egy örömlányt. A 47-es – elvegyülve a vendégek közt – végez a medencében ülő, lányokkal körülvett Chaddal, majd a stúdió szintjén lévő Havillanddal. Ezután ellopja Chad szenátor megzsarolására alkalmas szalagot, majd helikopterrel/hajóval elhagyja a villát.”
8. küldetés: A 47-es ügynök ajtaja alatt egy újabb levelet csúsztatnak be… „2005. január 12.: A 47-es ügynök ismét bevetésen, ezúttal a Mississippin, az Emily gőzhajón. Feladata: a drogárus Muldoon kapitány és annak emberei, a hatfős Aligátor banda likvidálása. Ezen kívül egy fényképet kell megszereznie, amin a pedofil kapitány látható unokahúgával, Margaux LeBlanc-kal, elég kényes szituációban… A 47-es (álcázva magát) sorra végez az Aligátor banda tagjaival, majd végül a kapitánnyal. Dolga végeztével a hajó egyik mentőcsónakjában hagyja el a helyszínt.”
9. küldetés: A 47-es ügynök ajtaján egy postás kopog, majd egy levelet ad át, amint „vörös kód” van. Ügynökünk becsalogatja a postást a borravalóval, majd hangtompítós pisztolyával végez a levélkihordóval… „Ügynökünk legújabb megbízatása: az elhunyt Muldoon kapitány fiának, a szintén drogos Buddy Muldoonnak, illetve a kapitány testvérének (a menyasszony apjának), John LeBlanc bűnözőnek a megölése. Mivel a Mississippi mellett Buddy éppen LeBlanc lányát, Margaux-ot akarja feleségül venni, a 47-es könnyen behatol az esküvő helyszínére, majd kivégzi a két célpontot. A helyszínt motorcsónakkal hagyja el.”
10. küldetés: Alex és Rick már a temetőben van, mögöttük az az ismeretlen nő megy, aki egy injekciót tett táskájába. A két férfi beszélgetéséből kiderül, a 47-est nem a Mississippin sikerült elfogniuk… 2005. június 9. a 47-es ügynök a templomból „ismert” nővel beszél telefonon, ezúttal egy új megbízást kap. A 47-esnek a Shamal Hotel-ben kell végeznie az Apex Rt. három emberével: Toriq Abdul Lateeffel, Hendrik Schmutzcal és Al-Khalifa Sejkkel. Az Apex Rt. ugyanis egy klónüzem, és veszélyeztetik a 47-es ügynök cégét. A hotelbe érve a 47-es a liftben öli meg Toriqot, így annak kártyájával bárhová eljuthat a szállodában. Ezt kihasználva egy bombát rejt el Schmutz táskájába, amit (amikor az találkozik Sejkkel) később fel is robbant.
11. küldetés: Anthony Martinez fegyvercsempésznek és barátnőjének, Vaana Ketlynnek a likvidálása. Mikor a helyszínre, egy rock-klub parkolójába érünk, az a bizonyos női társunk közli rádión, cégünkből már csak ő és mi maradtunk. Közli még, hogy a klubba az ellenséges cégünk, a Franchise néhány embere fog ránk vadászni. Ezután elindulunk, hogy elvégezzük a megbízatást. Miután a 47-es bejut az épületbe, először Martinezt öli meg, majd megtalálja a laptopot, melyen a két ellenséges személy kiléte szerepel. Az egyik egy Eve nevű nő, a másik pedig Maynard John. Miután már csak Maynard maradt hátra, a pult mögül megszólít minket. Elmondja: tudja, kik vagyunk, és egy párbajra hív minket. Egy hangszigetelt teremben végzünk vele. Ezután ügynökünk elhagyja a helyszínt egy autóval. Ám az autóban Smith ügynök bújt el, akit a 47-es kidob az autóból, majd le akarja lőni. Ám az egy zacskó gyémántot vesz elő, és egy megbízást ad: három nap múlva meg fogják ölni az elnököt, ezt kell megakadályoznunk. A 47-es először nem akar belemenni, de miután megtudja, hogy a férfi egy táska gyémántot is tud adni fizetségül, és a gyilkosok az ellenséges cégtől, a Franchise-től vannak, elvállalja a megbízatást.
12. küldetés: A 47-es ügynök egy repülőgépen utazik Washingtonba, miközben Smith ismerteti a küldetést: a két célpontunk Mark Parchezzi, egy albínó klón, akit az Alpha Zerox cég, Franchise osztálya fejlesztett ki. A másik személy az új alelnök, Daniel Morris, akinek a First Ladyvel van viszonya. Miközben a gép leszáll, a Fehér Házban Morris és Parchezzi a merényletet készíti elő. Miután megérkezünk a Fehér Házhoz, fegyver nélkül megyünk be, ám csak addig, míg tengerészgyalogos ruhát nem szerzünk. Ügynökünk először Daniel Morrisszal végez, majd a Kupolaterembe indul, hogy a klónt is kivégezze. Ám mikor belép, az albínó először megpróbálja maga mellé állítani a 47-est, majd felrobbantja a mögöttünk lévő ajtót. Nem halunk meg, a tetőre üldözzük, majd pisztolycsata után végzünk vele. Az elnök biztonságban van.
Befejezés: Az akció után a rejtekhelyen tisztogatja a 47-es a fegyvereit, mikor az a bizonyos nő állít be. A beszélgetésből kiderül: Diana a neve, és a búvóhelyet kommandósok veszik körül. Diana egy fényképet nyújt át a Franchise cég vezetőjéről, Jack Alexanderről, majd az ügynök nyakába szúr egy injekciót. Testét kommandósok viszik el. A temetőbe megérkezik Alex és Rick, Diana kíséretében. Mikor a holttesthez érnek, Diana – mikor nem figyel rá senki – két pisztolyt ad a 47-esnek, majd megcsókolja őt. Az injekció ugyanis ugyanolyan volt, mint Smith ügynöknél: tetszhalott állapotba hozta az ügynököt. A rúzsban pedig ellenszer van, így mikor Diana elmegy, a 47-es felébred, majd elkezd megölni mindenkit. A testőrök és a pap után Alexander és Henderson jön a feketelistán. Néhány nappal az eset után Diana és egy másik személy telefonbeszélgetéséből derül ki, a 47-esnek már jó ideje nyoma veszett. A 47-es egy kínai környékre ment, ahol Johnson álnéven jelentkezett be egy kínai férfinál.